# Catulo da Paixão Cearense

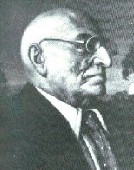
Catulo da Paixão Cearense

Catulo da Paixão Cearense (nach seiner nordost-brasilianischen Heimatregion Sertão auch Poeta do Sertão genannt, * 8. Oktober 1863 in São Luís, Maranhão; † 10. Mai 1946 in Rio de Janeiro) war ein brasilianischer Sänger, Komponist und Dichter. Er gilt als einer der größten Komponisten im Umfeld des brasilianischen Volksliedes.

## Leben und Werk
Catulo da Paixão Cearense kam 1880 im Alter von 17 Jahren mit seiner Familie nach Rio de Janeiro. Er arbeitete zunächst als Uhrmacher. Er traf sich häufig mit Intellektuellen. Mit 19 Jahren begann er, autodidaktisch das Gitarrespiel und Musik zu erlernen. Die Gitarre war zu dieser Zeit aus den aristokratischen Salons der Hauptstadt verbannt worden. Gleichzeitig begann er Lieder wie Talento e Formosura („Talent und Schönheit“), Canção do Africano („Canção do Africano“) oder Invocação a uma estrela („Anrufung eines Sterns“) zu schreiben und zur Gitarre zu singen. Er gab auch Liedersammlungen wie Cantor fluminense (1910) oder Cancioneiro popular heraus. Seine berühmteste Komposition ist Luar do Sertão („Mondschein des Sertão“, in Zusammenarbeit mit João Pernambuco, 1914), das als Hymne des brasilianischen Sertanejo gilt. Als sein berühmtester Text gilt Flor amorosa („Liebevolle Blume“), den er einer Melodie von Joaquim Calado aus dem Jahr 1867 unterlegte. Insgesamt komponierte Cearense zwischen 1880 und 1910 eine große Anzahl von Liedern und Serenaden. Er schrieb auch mehrere Operetten.
Catulo da Paixão Cearense führte ein unbeschwertes Bohèmeleben. Er starb verarmt am 10. Mai 1946 in Rio de Janeiro.